# Duminică dimineața devreme
Duminică dimineața devreme este o pictură în ulei pe pânză din 1930 a lui Edward Hopper, în prezent găzduită în Whitney Museum, New York.

## Descriere
Tabloul înfățișează micile afaceri și magazine de pe Seventh Avenue din New York la scurt timp după răsăritul soarelui. Pictura prezintă un cer fără nori deasupra unei clădiri lungi și roșii. Un stâlp de frizerie cu dungi roșii și albastre este așezat în fața uneia dintre ușile din partea dreaptă a trotuarului, iar în stânga se află un hidrant de incendiu verde. Se spune că strada și vitrinele pustii și goale reprezintă starea dezolantă a orașului în timpul Marii Crize economice.
În ciuda titlului, Hopper a declarat că tabloul nu s-a bazat neapărat pe o panoramă de duminică. Tabloul a fost inițial intitulat Seventh Avenue Shops. Adăugarea cuvântului „Duminică” a fost „adăugată de altcineva”.
Imaginea s-a bazat pe o clădire din apropierea studioului lui Hopper. Se spune că este „aproape o traducere literală a Seventh Avenue”, însă au fost schimbate câteva detalii minore, cum ar fi micșorarea dimensiunilor ușilor și litere mai puțin clare pe fațada magazinului.